# Мост Эржебет (Будапешт)
Мост Эржебет, Эржебет-хид (венг. Erzsébet híd) — висячий автодорожный мост через Дунай в Будапеште, соединяющий Буду и Пешт. Первый цепной мост был построен в 1898—1903 гг. На момент открытия он являлся крупнейшим среди мостов такого типа в мире (длина среднего пролёта — 290 м). Разрушен в 1945 году. Восстановлен в 1960—1964 гг., это последний из восстановленных после войны мостов через Дунай в Будапеште и единственный, который не был восстановлен в первоначальном виде. Силуэт моста, повторяя в общих чертах силуэт моста 1903 года постройки, позволил воссоздать прежний характер панорамы города, выразив историческую преемственность национальных архитектурно-художественных традиций. Выдающееся произведение архитектуры 1960-х гг.

## Название
Мост назван в честь императрицы Елизаветы Баварской (по-венгерски её имя звучит как Эржебет), более известной как Сисси. Её бронзовая статуя находится на будайской части моста, в центре небольшого сада.

## Расположение
Расположен в створе улицы Лайоша Кошута, соединяя её с улицей Хедьайя. На левом берегу находится холм Геллерт со статуей Святого Геллерта.
Выше по течению находится Цепной мост, ниже — мост Свободы.

## История

### Цепной мост
Международный конкурс на сооружение моста был объявлен в июле 1893 года. На рассмотрение было представлено 54 проекта, большинство из которых проектов были американскими, и лишь несколько — европейскими, в том числе один русский. Победителем конкурса стал проект, разработанный немецким инженером Юлиусом Кюблером и архитекторами Л. Айзенлором и К. Вайгле. Однако проект не был реализован. Среди его недостатков были недостаточная жесткость пролётного строения, проблема с изготовлением несущих кабелей (они производились только за рубежом), а также общее планировочное решение.
Новый проект был подготовлен инженерами Аурелем Чекелиушем (венг. Aurél Czekelius), Иштваном Галликом (венг. István Gállik), Йозефом Беке (венг. József Beke), профессором Анталом Керндлом (венг. Antal Kherndl) (статические расчеты) и архитектором Виргилом Надем. Проектные работы были завершены в 1897 году.
Из-за проблем со сносом зданий при строительстве подъездных путей к мосту, строительные работы начались только весной 1898 года с устройства котлованов под анкерные блоки и фундаментов пилонов. Производство и сборка всей железной конструкции велось на Венгерском королевском государственном металлургическом заводе.
Почти 4100 звеньев цепи были сделаны из листового металла. Поскольку ни одна крупная иностранная фабрика не занималась производством цепей, в Диошдьёре для этого был организован отдельный цех. Работа началась весной 1899 года и была выполнена за 21 месяц. Производство других стальных конструкций началось в начале 1899 года и заняло два года.

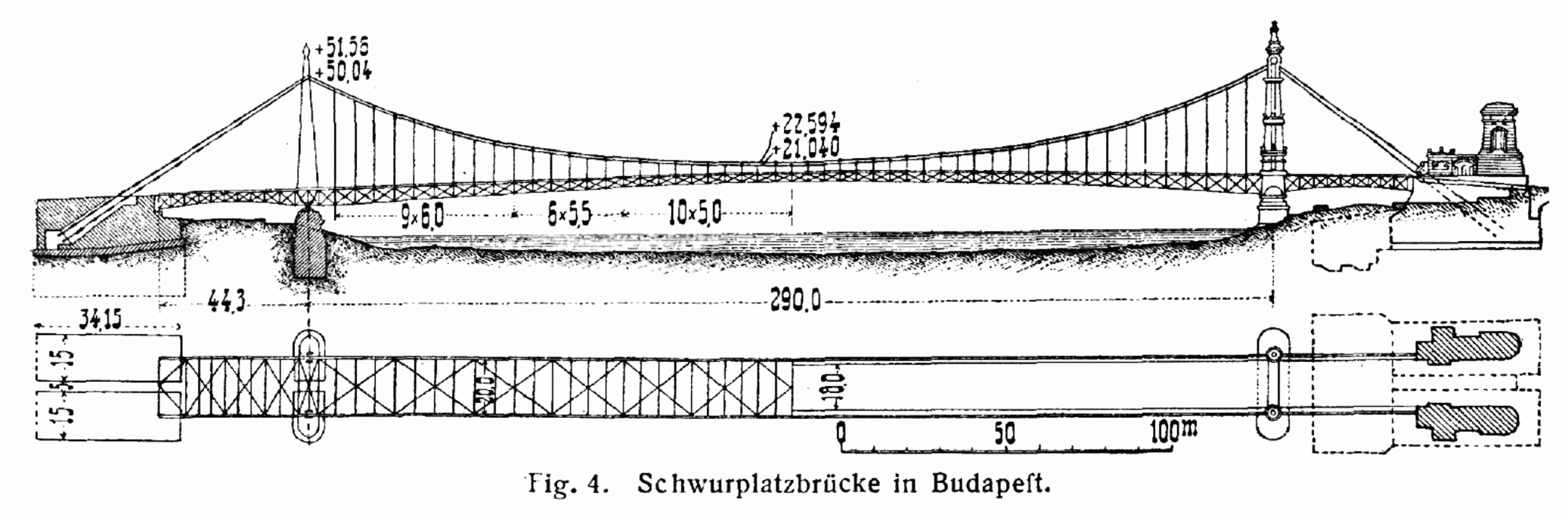
Схема цепного моста Эржебет

При проектировании моста не были учтены грунтовые условия площадки. Горизонтальные усилия от несущих цепей передавались: на правом берегу на залегающий довольно высоко твердый будайский мергель, а со стороны Пешта — на твердую глину синего цвета. В 1902 году во время производства работ по устройству проезжей части моста было обнаружено, что анкерная конструкция со стороны Буды сдвинулась на 33 мм в сторону реки. Было установлено, что сдвиг происходит по асфальтному изоляционному слою, находившемуся в 1 м от подошвы фундамента и предназначавшегося для изоляции анкерной камеры. Под действием продолжительной нагрузки и горячих подземных источников асфальт стал пластичным.
Перед береговыми устоями для обеспечения их устойчивости были заложены на глубину до 8 м блоки площадью основания 40х23 м, имевшие на подошве клинообразные выступы. Существовавшие верхние загрузочные массивы были заменены более тяжелыми, с чугунным заполнением (4х2800 т). Были возведены массивные бетонные башни высотой 17 м. Такие же башни были построены со стороны Пешта, хотя для этого не было объективных причин. В результате строительство моста было продлено на полтора года и затраты увеличились на 20 %.
10 октября 1903 года состоялось торжественное открытие моста в присутствии эрцгерцога Иосифа Августа. Общая стоимость работ составила более 12,4 млн. крон.

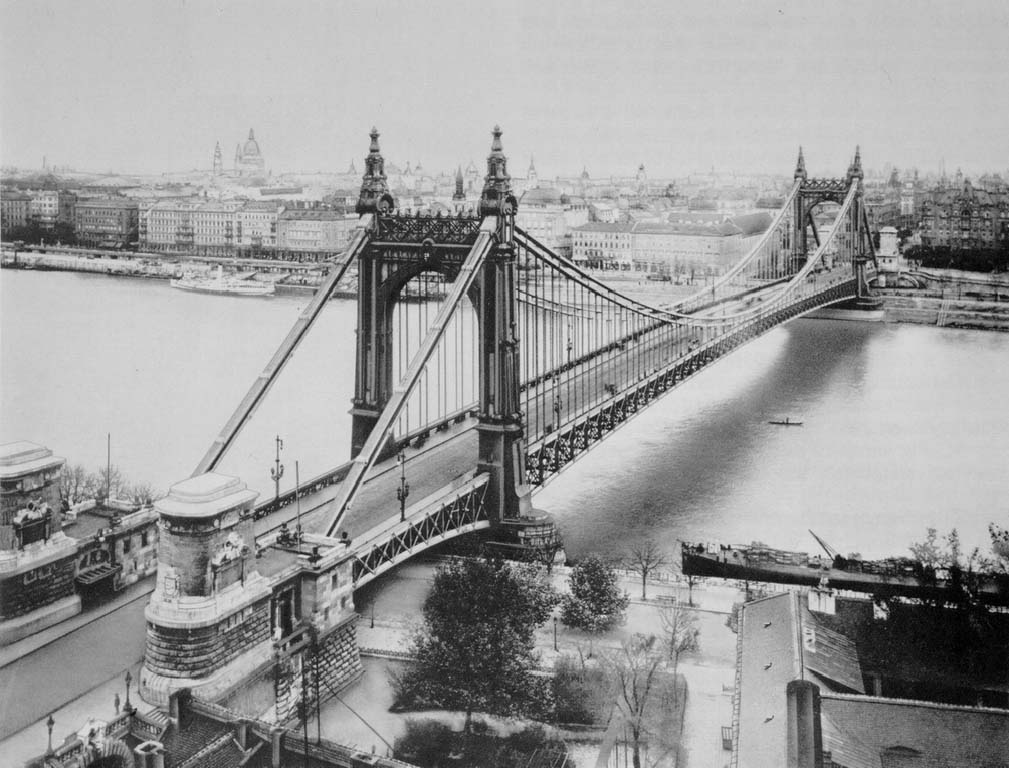
Цепной мост Эржебет

Мост был цепной, трёхпролётный. Схема моста была 44,3 + 290 + 44,3 м. Пролётное строение моста подвешивалось на двух двойных цепях, расстояние между пилонами было 20 м. Ширина моста составляла 18 м (из них ширина проезжей части — 11 м и два тротуара по 3,5 м). Общий вес металлоконструкций моста был 11700 т. Архитектурное оформление моста было выполнено в стиле эклектики, что в полной мере отразилось в вычурном оформлении стальных пилонов и грузных каменных башен-противовесов на его анкерах. Четкий и пластичный абрис его цепной конструкции органично вписался в панораму Дуная.
При проектировании моста были использованы самые современные на тот момент конструктивные решения. Идея качающихся пилонов, шарнирно закрепленных на опорах, впоследствии ставшая обычной практикой в случае подвесных мостов, впервые была использована на этом мосту. Величина среднего пролёта в 290 м была рекордной для своего времени.
14 августа 1914 года по мосту открылось трамвайное движение, в 1928 году началось автобусное сообщение.
Цепной мост Эржебет был взорван 18 января 1945 года отступавшими войсками вермахта. Фотографии и некоторые элементы старого моста, например, старинное звено цепи, можно увидеть около музея транспорта в городском парке.

### Висячий мост
В 1959 году было принято решение о восстановлении моста. Было много споров о том, стоит ли восстанавливать старый мост в старом месте или строить совершенно новый мост. Рассматривалось 3 варианта реконструкции: восстановление цепного моста, строительство балочного или висячего моста. По архитектурным и экономическим соображениям было решено построить новый висячий мост современной конструкции с использованием сохранившихся опор старого моста. Мост был спроектирован группой инженеров и архитекторов Будапештского проектного бюро по путям сообщения и железным дорогам под руководством Пала Шавоя. При проектировании был использован опыт восстановления Мюльхаймского моста в Кёльне. Новый мост Эржебет был примерно на 10 м шире старого и при этом в 2 раза легче.
Весной 1960 года начались работы по сносу оставшейся части пилона старого моста и строительству фундаментов опор. Руководителями работ были Карой Шавош (венг. Károly Sávos) и Дьёрдь Фазакаш (венг. György Fazakas). Работы по строительству опор были выполнены компанией Hídépítő Vállalat (инженеры Тибор Пенкала (венг. Tibor Penkala), Эрнё Петик (венг. Ernő Petik) и Иштван Надь (венг. István Nagy)). Стальная конструкция моста была изготовлена на заводе Ganz-MÁVAG (главный инженер Карой Машшаньи (венг. Károly Massányi)). Изготовление и предварительная сборка проводились Шандором Домановски (венг. Sándor Domanovszky), а монтаж на месте — Яношом Фекете (венг. János Fekete), Кароем Фогтом (венг. Károly Vogt) и Иштваном Руссаком (венг. István Ruszák).
Осенью 1962 году начался монтаж металлоконструкций пилонов. 11 июля 1963 года началась навивка несущего кабеля. В период с 14 апреля по 15 июля 1964 года были смонтированы 29 секций пролетного строения. Торжественное открытие моста состоялось 24 ноября 1964 года.
До 1973 года по мосту проходила двухпутная трамвайная линия. В 1972 году была открыта линия метро М2, которая дублировала трамвайные маршруты, проходившие через мост. Из-за негативного динамического эффекта трамвайное движение по мосту было закрыто. В 1975 году трамвайные пути был демонтированы, уложена новая гидроизоляция и асфальтобетонное покрытие.
В период 1998-2004 гг. компанией Hídtechnika Kft. было выполнено восстановление антикоррозионной защиты металлоконструкций моста.
В 2009 году установлена художественная подсветка моста, выполненная японским дизайнером Исии Мотоко.

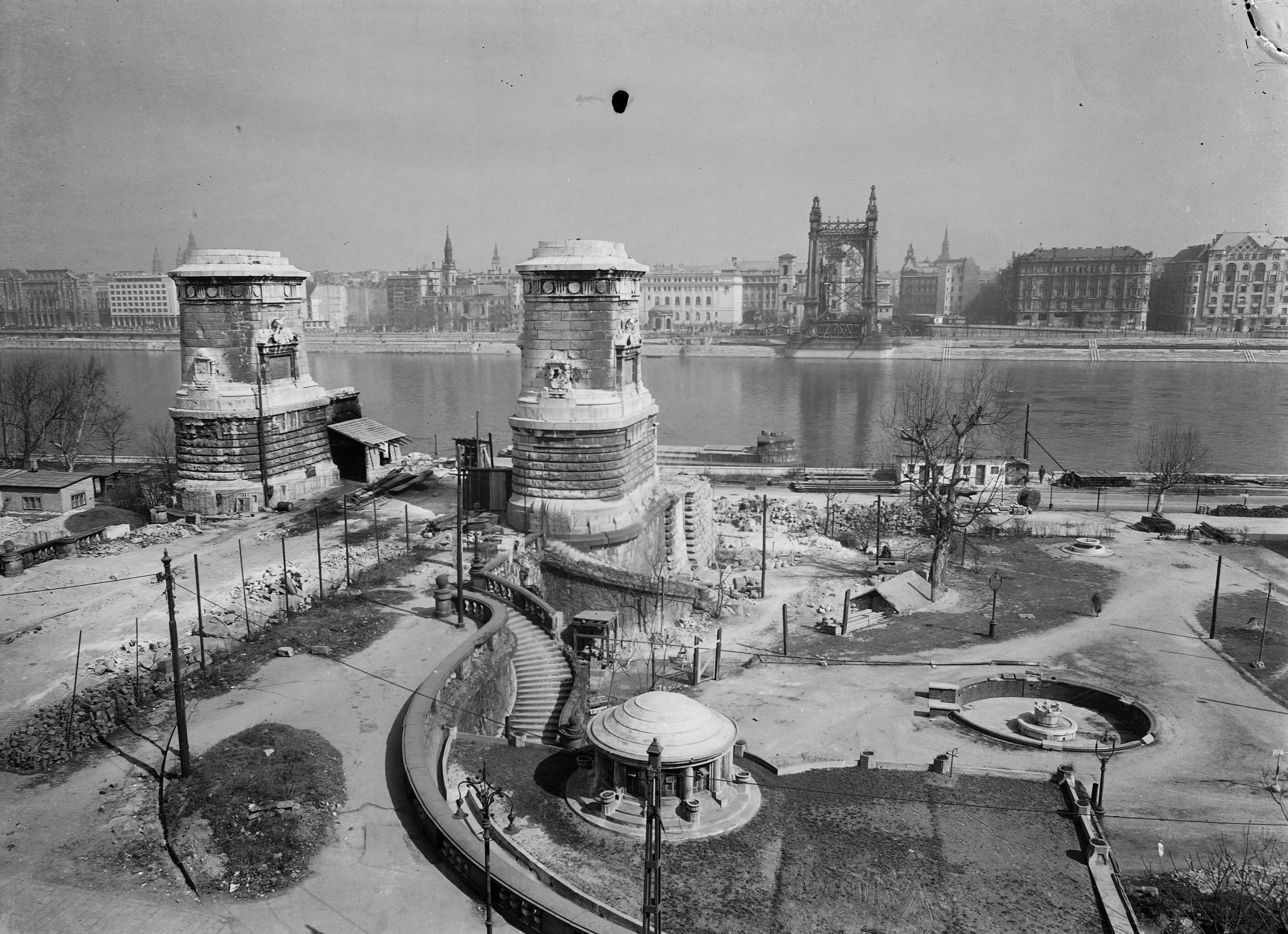
Разрушенный мост, 1953г.
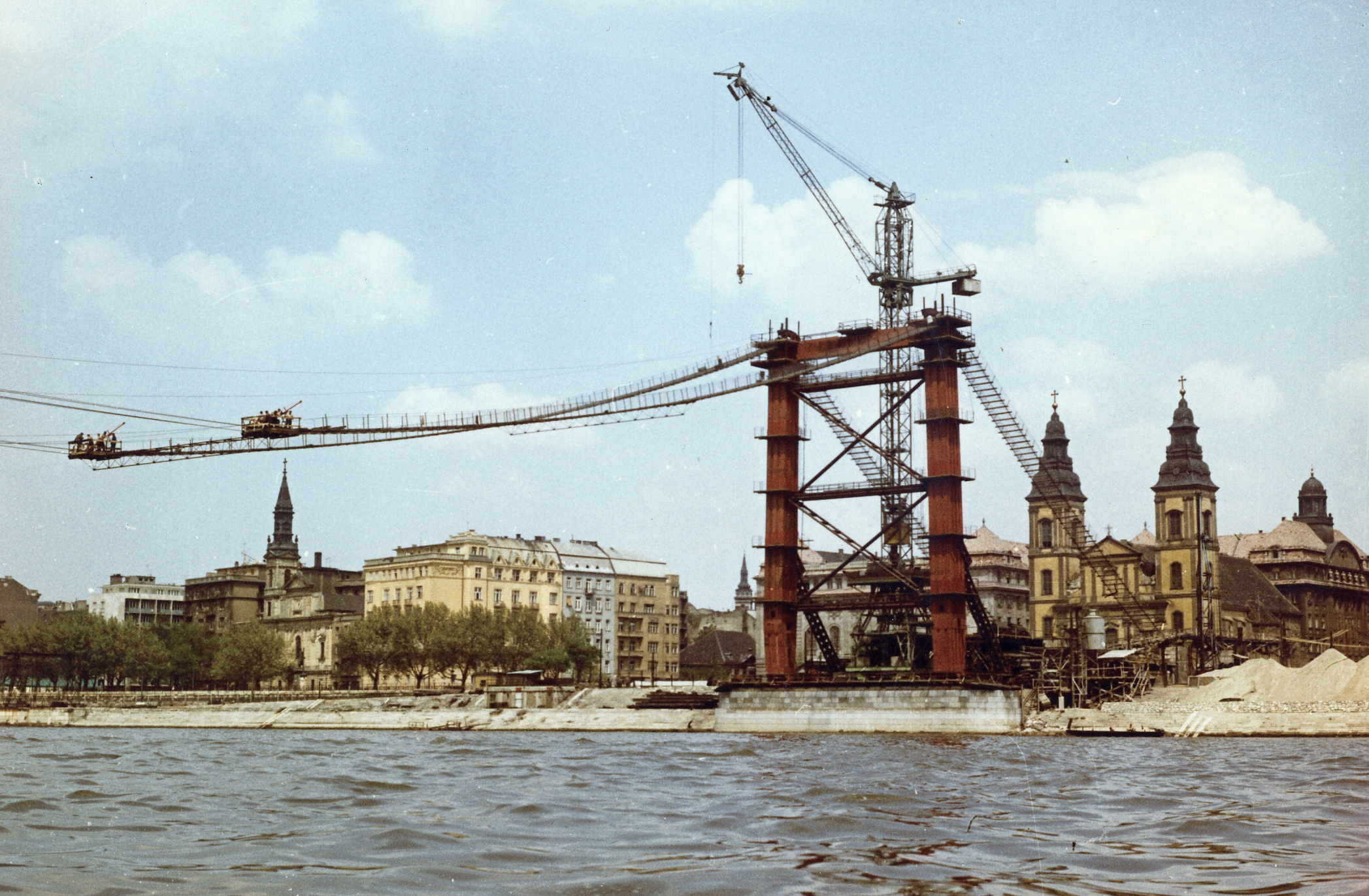
Строительство моста, 1964г.
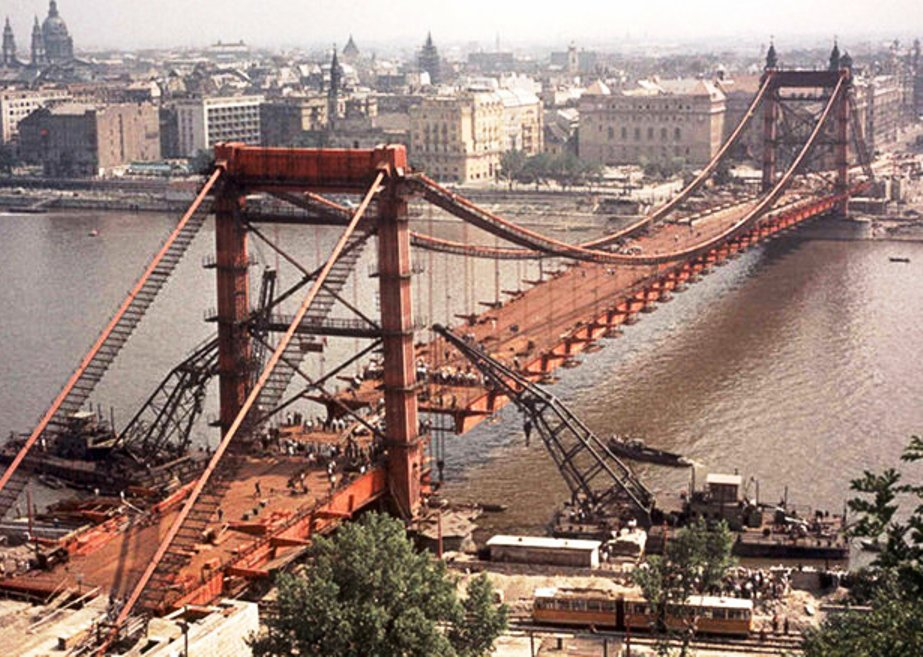
Монтаж последней секции моста, 15 июля 1964г.
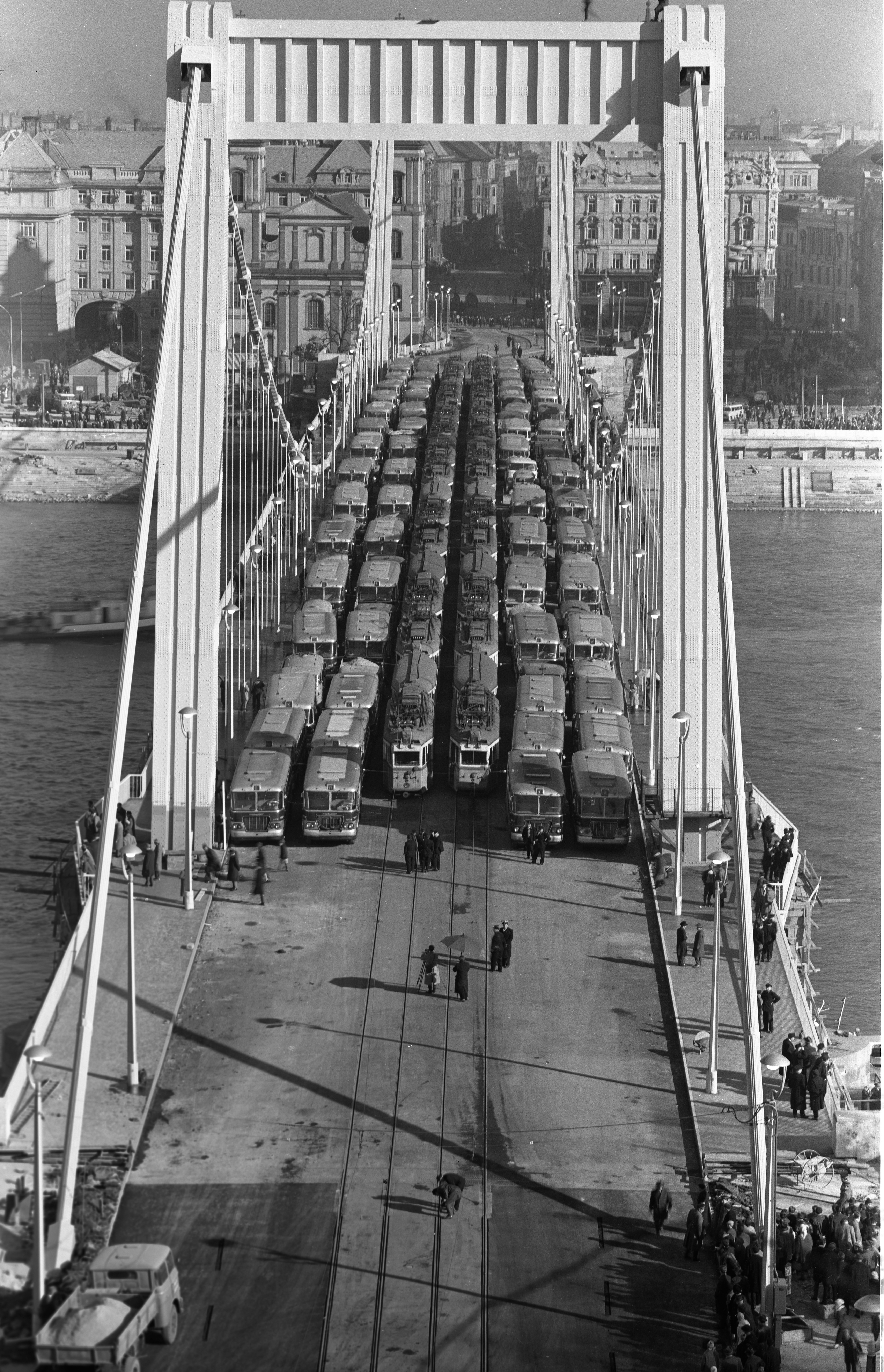
Испытания моста, 1964г.

## Конструкция

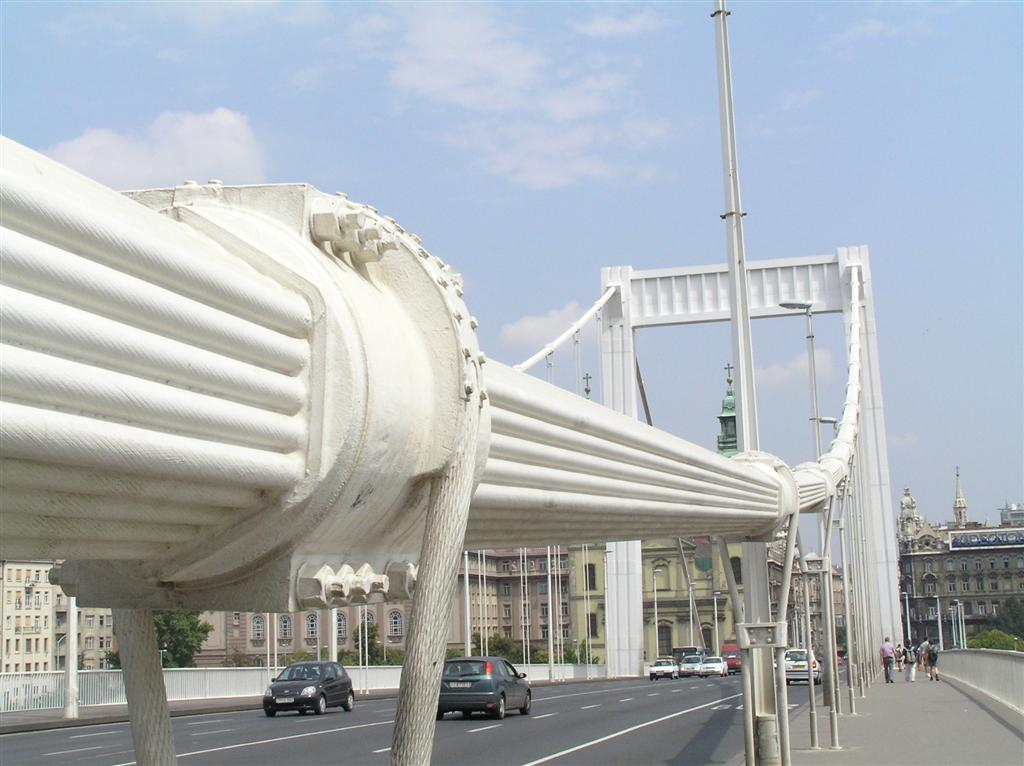
Несущий кабель

Мост трехпролётный висячий. Схема разбивки на пролёты 57 + 290 + 57 м. Подвесным является только средний пролёт, а два крайних не соединяются с кабелем. Пролётное строение стальное с ортотропной плитой проезжей части. Характерной особенностью моста являются качающиеся пилоны, шарнирно прикрепленные к опорам. Каннелюры на поверхности стоек стальных пилонов увеличивают устойчивость их стенок и одновременно зрительно утоняют стойки, делают их более стройными.
Для тяжело нагруженных частей конструкций, особенно для балок связи и отдельных частей пилонов была использована титановая сталь марки МТА 50. Листы полотна вместе с балками, высота профиля которых составляет 3,1 м, подвешены на стальных канатах большой прочности. Общий вес металлоконструкций моста равен 6300 т, что почти в 2 раза меньше веса старого моста Эржебет (11700 т).
Несущий кабель состоит из 61 стальной пряди. Каждая прядь сплетена из проволочной сердцевины и трёх рядов фасонной проволоки, плотно прилегающей друг к другу.
Длина моста составляет 378,6 м, ширина моста — 27,55 м (из них ширина проезжей части — 18,2 м и два тротуара по 4,75 м).
Мост предназначен для движения автотранспорта и пешеходов. Проезжая часть моста включает в себя 6 полос для движения автотранспорта. Покрытие проезжей части и тротуаров — асфальтобетон. Перильное ограждение металлическое простого рисунка. На южной стороне моста (со Буды) установлена мемориальная доска, посвященная авторам моста.